# Violette Mège
Violette Clarisse Mège (Chabet el Ameur, Argelia, 19 de marzo de 1889–México, 12 de mayo de 1968) fue una artista y profesora francesa.

## Primeros años
Nació de padres europeos, Gaston Mège y Emma Barry, en Chabet el Ameur, Argelia. En 1914, fue la primera mujer en ganar la competencia de Artes de Pretendientes, importante en Argelia, y ganó una beca para estudiar arte en Francia.

## Carrera
En París, Mège expuso su arte en 1916 y ganó otra beca; con el dinero, se mudó a Nueva York con su hermana Emma. Expuso sus coloridos bodegones, escenas callejeras y retratos en Nueva York a partir de 1917. «La señorita Mege no desperdicia pintura al contar su historia», comentó un crítico de Nueva York en 1918. «A menudo hay una ausencia de detalles, pero eso solo hace que el trabajo tenga un efecto más grande».
Formó parte de exposiciones colectivas en el Macdowell Club en 1918, y en el Waldorf en 1919 con la Sociedad de Artistas Independientes.
A principios de la década de 1920, fue parte de la junta directiva de Salons of America, una organización de exposiciones para artistas estadounidenses contemporáneos.
En 1930 tuvo una exposición individual en los Delphic Studios de Alma Reed en Nueva York, antes de mudarse a Francia con su esposo. 
En 1941, se mudaron nuevamente, a la Ciudad de México para escapar de la Europa de la guerra. En 1942, exhibía su trabajo en la Ciudad de México. 
Le enseñó a pintar a su esposo, Michael Baxte, quien se convirtió en un artista notable.